# Карлос Меса
Карлос Дијего Меса Гисберт (шп. Carlos Diego Mesa Gisbert; Ла Паз, 12. август 1953) боливијски је политичар и бивши, 63. председник Боливије од 2003. до 2005. године. Претходно је био 37. потпредседник Боливије од 2002. до 2003. године.
Пре уласка у политику радио је као телевизијски новинар.